# Hamadryas laodamia
Espèce
Hamadryas laodamia est une  espèce de lépidoptères (papillons) de la famille des Nymphalidae et de la sous-famille des Biblidinae et du genre Hamadryas.

## Dénomination
Hamadryas laodamia a été décrite par Pieter Cramer en 1777 sous le nom initial de Papilio laodamia.

### Sous-espèces
- Hamadryas laodamia laodamia présent  au Surinam, au Mexique, en Bolivie, au Brésil et au Pérou.
- Hamadryas laodamia saurites (Fruhstorfer, 1916); présent au Mexique, au Honduras et en Colombie[1].

### Nom vernaculaire
Hamadryas laodamia se nomme Starry Night Cracker ou Starry Cracker en anglais,.

## Description
Hamadryas laodamia est un papillon d'une envergure d'environ 65 mm, au dessus bleu nuit avec un décor de marques bleu clair en ligne submarginale et réparties sur l'ensemble des ailes en laissant une large plage centrale des ailes antérieures bleu nuit uni. De plus les femelles présentent une bande blanche allant du milieu du bord costal à l'angle externe aux ailes antérieures.
Le revers est marron avec aux ailes postérieures une ligne submarginale de points rouge, et, chez la femelle la même bande blanche aux ailes antérieures que sur le dessus.

### Chenille
Les œufs sont blancs et donnent des chenilles qui deviennent marron avec une ligne verte sur les flancs et développent de nombreuses épines,.

## Biologie

### Plantes hôtes
La plante hôte de sa chenille est une Euphorbiaceae, Dalechampia triphylla,.

## Écologie et distribution
Hamadryas laodamia est présent en Guyane, au Mexique, au Honduras, en Colombie, en Bolivie, au Surinam, au Brésil et au Pérou.

### Biotope
Hamadryas laodamia réside dans la canopée de la forêt primaire.

### Protection
Pas de statut de protection particulier.